# Équipe d'Allemagne de l'Ouest de football au Championnat d'Europe 1972

L'équipe d'Allemagne de l'Ouest de football dispute sa première phase finale de championnat d'Europe lors de l'édition 1972. Le tournoi se déroule en Belgique du 14 juin 1972 au 18 juin 1972.
En demi-finale, l'Allemagne élimine le pays-hôte sur le score de deux à un. Elle rencontre en finale l'Union soviétique qui en est à sa troisième finale en quatre éditions et qui a toujours atteint le dernier carré. L'Allemagne de l'Ouest remporte la Coupe d'Europe grâce à nette une victoire par 3-0, avec notamment des buts inscrits aux 52e et 53e minutes.
À titre individuel, 7 Allemands font partie de l'« équipe-type du tournoi » : (Franz Beckenbauer, Paul Breitner, Jupp Heynckes, Uli Hoeness, Gerd Müller, Günter Netzer et Herbert Wimmer). Gerd Müller termine également meilleur buteur de l'Euro 1972 avec 4 réalisations.

## Phase qualificative
La phase préliminaire comprend huit poules. Le premier de chaque groupe se qualifie pour les quarts de finale.

### Phase préliminaire
L'Allemagne remporte le groupe 8.
| Rang | Équipe               | Pts | J | G | N | P | Bp | Bc | Diff |  | Résultats (▼ dom., ► ext.) |     |     |     |     |
| ---- | -------------------- | --- | - | - | - | - | -- | -- | ---- |  | -------------------------- | --- | --- | --- | --- |
| 1    | Allemagne de l'Ouest | 10  | 6 | 4 | 2 | 0 | 10 | 2  | +8   |  | Allemagne de l'Ouest       |     | 0-0 | 1-1 | 2-0 |
| 2    | Pologne              | 6   | 6 | 2 | 2 | 2 | 10 | 6  | +4   |  | Pologne                    | 1-3 |     | 5-1 | 3-0 |
| 3    | Turquie              | 5   | 6 | 2 | 1 | 3 | 5  | 13 | -8   |  | Turquie                    | 0-3 | 1-0 |     | 2-1 |
| 4    | Albanie              | 3   | 6 | 1 | 1 | 4 | 5  | 9  | -4   |  | Albanie                    | 0-1 | 1-1 | 3-0 |     |

### Quart de finale
| Équipe 1   | Résultat | Équipe 2             | Aller | Retour |
| ---------- | -------- | -------------------- | ----- | ------ |
| Angleterre | 1 - 3    | Allemagne de l'Ouest | 1 - 3 | 0 - 0  |

## Phase finale

### Demi-finale
| Entraîneur : |
| R.Goethals \ |

| Entraîneur : |
| H.Schön      |

| Entraîneur : |
| R.Goethals \ |

| Entraîneur : |
| H.Schön      |

### Finale
| Titulaires : |  |
| |  |
| Sepp Maier Horst-Dieter Höttges Paul Breitner Hans-Georg Schwarzenbeck Franz Beckenbauer Herbert Wimmer Josef Heynckes Uli Hoeness Gerd Müller Günter Netzer Erwin Kremers |  |
| Entraîneur : |  |
| Helmut Schön |  |

| Titulaires : |  |
| |  |
| Evgueni Roudakov Yuri Istomin Mourtaz Khourtsilava Vladimir Kaplitchny Revaz Dzodzouachvili Vladimir Trochkine Anatoli Konkov Viktor Kolotov Anatoli Baïdatchny Anatoli Banichevski Vladimir Onichtchenko |  |
| Entraîneur : |  |
| Aleksandr Ponomarev |  |

| Titulaires : |  |
| |  |
| Sepp Maier Horst-Dieter Höttges Paul Breitner Hans-Georg Schwarzenbeck Franz Beckenbauer Herbert Wimmer Josef Heynckes Uli Hoeness Gerd Müller Günter Netzer Erwin Kremers |  |
| Entraîneur : |  |
| Helmut Schön |  |

| Titulaires : |  |
| |  |
| Evgueni Roudakov Yuri Istomin Mourtaz Khourtsilava Vladimir Kaplitchny Revaz Dzodzouachvili Vladimir Trochkine Anatoli Konkov Viktor Kolotov Anatoli Baïdatchny Anatoli Banichevski Vladimir Onichtchenko |  |
| Entraîneur : |  |
| Aleksandr Ponomarev |  |

## Effectif
Sélectionneur : Helmut Schön
| No. | Pos.      | Joueur                   | Date de naissance et âge | Sélec. | Club                     |
| --- | --------- | ------------------------ | ------------------------ | ------ | ------------------------ |
|     | Gardien   | Wolfgang Kleff           | 16 novembre 1946         |        | Borussia Mönchengladbach |
|     | Gardien   | Sepp Maier               | 28 février 1944          |        | Bayern Munich            |
|     | Défenseur | Franz Beckenbauer        | 11 septembre 1945        |        | Bayern Munich            |
|     | Défenseur | Michael Bella            | 29 septembre 1945        |        | MSV Duisbourg            |
|     | Défenseur | Paul Breitner            | 5 septembre 1951         |        | Bayern Munich            |
|     | Défenseur | Horst-Dieter Höttges     | 10 septembre 1943        |        | Werder Brême             |
|     | Défenseur | Hans-Georg Schwarzenbeck | 3 avril 1948             |        | Bayern Munich            |
|     | Défenseur | Berti Vogts              | 30 décembre 1946         |        | Borussia Mönchengladbach |
|     | Milieu    | Rainer Bonhof            | 29 mars 1952             |        | Borussia Mönchengladbach |
|     | Milieu    | Uli Hoeneß               | 5 janvier 1952           |        | Bayern Munich            |
|     | Milieu    | Horst Köppel             | 17 mai 1948              |        | Borussia Mönchengladbach |
|     | Milieu    | Günter Netzer            | 14 septembre 1944        |        | Borussia Mönchengladbach |
|     | Attaquant | Jürgen Grabowski         | 7 juillet 1944           |        | Eintracht Francfort      |
|     | Attaquant | Jupp Heynckes            | 9 mai 1945               |        | Borussia Mönchengladbach |
|     | Attaquant | Erwin Kremers            | 23 mars 1949             |        | FC Schalke 04            |
|     | Attaquant | Johannes Löhr            | 5 juillet 1942           |        | 1. FC Cologne            |
|     | Attaquant | Gerd Müller              | 3 novembre 1945          |        | Bayern Munich            |
|     | Attaquant | Herbert Wimmer           | 9 novembre 1944          |        | Borussia Mönchengladbach |